# Ingeborg di Meclemburgo-Schwerin
Ingeborg di Meclemburgo-Schwerin (1340 – 1395) è stata una principessa tedesca vissuta nel XIV secolo.

## Biografia
Era figlia di Alberto II, duca di Meclemburgo-Schwerin, e della prima moglie la principessa Eufemia di Svezia.
Oltre dei Meclemburgo, Ingeborg si trovava ad essere una discendente del re Haakon V di Norvegia. Sua nonna materna (Ingeborg di Norvegia) infatti, da cui aveva ripreso il nome, fu l'unica figlia ed erede di Haakon V.
Venne data sposa ventenne a Ludovico VI di Baviera, che era divenuto duca di Baviera nel 1347 ed era vedovo di Cunegonda di Polonia. Il matrimonio, col quale Ingeborg divenne duchessa consorte di Baviera e margravia di Brandeburgo, venne celebrato a Berlino nel febbraio del 1360.
Il matrimonio durò cinque anni senza che la sposa riuscisse a dare un figlio al marito ed un erede al ducato: Ludovico morì a Berlino il 17 maggio 1365.
Dopo il primo matrimonio, suo padre la diede in sposa verso il 1366 al conte Enrico II di Holstein, che la rese di nuovo vedova nel 1384.

## Ascendenza
|                                  |                      |                        | Genitori                    |  |  | Nonni |  |  | Bisnonni                |  |  | Trisnonni                 |  |
|                                  |                      |                        |                             |  |  |       |  |  | Enrico I di Meclemburgo |  |  | Giovanni I di Meclemburgo |  |
|                                  |                      |                        |                             |  |  |       |  |  | Enrico I di Meclemburgo |  |  | Giovanni I di Meclemburgo |  |
|                                  |                      | Liutgarda di Henneberg |                             |  |  |       |  |  | Enrico I di Meclemburgo |  |  |                           |  |
| Enrico II di Meclemburgo         |                      |                        |                             |  |  |       |  |  | Enrico I di Meclemburgo |  |  |                           |  |
|                                  |                      | Anastasia di Pomerania | Barnim I di Pomerania       |  |  |       |  |  |                         |  |  |                           |  |
|                                  |                      | Anastasia di Pomerania | Barnim I di Pomerania       |  |  |       |  |  |                         |  |  |                           |  |
|                                  |                      | Anastasia di Pomerania | Marianna                    |  |  |       |  |  |                         |  |  |                           |  |
| Alberto II di Meclemburgo        |                      | Anastasia di Pomerania |                             |  |  |       |  |  |                         |  |  |                           |  |
|                                  |                      | Alberto II di Sassonia | Alberto I di Sassonia       |  |  |       |  |  |                         |  |  |                           |  |
|                                  |                      | Alberto II di Sassonia | Alberto I di Sassonia       |  |  |       |  |  |                         |  |  |                           |  |
|                                  |                      | Alberto II di Sassonia | Elena di Brunswick-Lüneburg |  |  |       |  |  |                         |  |  |                           |  |
| Anna di Sassonia-Wittenberg      |                      | Alberto II di Sassonia |                             |  |  |       |  |  |                         |  |  |                           |  |
|                                  |                      | Agnese d'Asburgo       | Rodolfo I d'Asburgo         |  |  |       |  |  |                         |  |  |                           |  |
|                                  |                      | Agnese d'Asburgo       | Rodolfo I d'Asburgo         |  |  |       |  |  |                         |  |  |                           |  |
|                                  |                      | Agnese d'Asburgo       | Gertrude di Hohenberg       |  |  |       |  |  |                         |  |  |                           |  |
| Ingeborg di Meclemburgo-Schwerin |                      | Agnese d'Asburgo       |                             |  |  |       |  |  |                         |  |  |                           |  |
|                                  | Magnus III di Svezia | Birger Magnusson       |                             |  |  |       |  |  |                         |  |  |                           |  |
|                                  | Magnus III di Svezia | Birger Magnusson       |                             |  |  |       |  |  |                         |  |  |                           |  |
|                                  | Magnus III di Svezia | Ingeborg Eriksdotter   |                             |  |  |       |  |  |                         |  |  |                           |  |
| Erik Magnusson                   | Magnus III di Svezia |                        |                             |  |  |       |  |  |                         |  |  |                           |  |
|                                  |                      | Helvig di Holstein     | Gerhard I di Holstein       |  |  |       |  |  |                         |  |  |                           |  |
|                                  |                      | Helvig di Holstein     | Gerhard I di Holstein       |  |  |       |  |  |                         |  |  |                           |  |
|                                  |                      | Helvig di Holstein     | …                           |  |  |       |  |  |                         |  |  |                           |  |
| Eufemia di Svezia                |                      | Helvig di Holstein     |                             |  |  |       |  |  |                         |  |  |                           |  |
|                                  |                      | Haakon V di Norvegia   | Magnus IV di Norvegia       |  |  |       |  |  |                         |  |  |                           |  |
|                                  |                      | Haakon V di Norvegia   | Magnus IV di Norvegia       |  |  |       |  |  |                         |  |  |                           |  |
|                                  |                      | Haakon V di Norvegia   | Ingeborg di Danimarca       |  |  |       |  |  |                         |  |  |                           |  |
| Ingeborg di Norvegia             |                      | Haakon V di Norvegia   |                             |  |  |       |  |  |                         |  |  |                           |  |
|                                  |                      | …                      | …                           |  |  |       |  |  |                         |  |  |                           |  |
|                                  |                      | …                      | …                           |  |  |       |  |  |                         |  |  |                           |  |
|                                  |                      | …                      | …                           |  |  |       |  |  |                         |  |  |                           |  |
|                                  |                      | …                      |                             |  |  |       |  |  |                         |  |  |                           |  |